# Wojciech Majewski (inżynier)
Wojciech Majewski (ur. 4 kwietnia 1931 w Warszawie, zm. 6 lipca 2021) – polski inżynier łączności.

## Życiorys
Urodził się 4 kwietnia 1931 r. w Warszawie. Absolwent Politechniki Wrocławskiej. Pracę naukowo-dydaktyczną na Politechnice Wrocławskiej rozpoczął w 1954 r., specjalizując się w zakresie akustyki mowy i metod oceny jakości transmisji sygnału mowy. Doktoryzował się w 1964 r. i został awansowany na adiunkta. W latach 1969–1981 pełnił obowiązki zastępcy dyrektora Instytutu Telekomunikacji i Akustyki ds. badań naukowych i współpracy z przemysłem. Od 1970 r. był zatrudniony na stanowisku docenta. W 1975 r. utworzył i objął kierownictwo Zakładu Akustyki Cybernetycznej, jednak w 1976 r. w instytucie zlikwidowano zakłady, wobec czego objął funkcję kierownika seminarium rozpoznawania obrazów dźwiękowych.
Sprawował funkcję dyrektora Instytutu w latach 1981–1984. Od 1985 r. profesor nadzwyczajny na Wydziale Informatyki i Zarządzania Politechniki Wrocławskiej, a od 1993 r. profesor zwyczajny. Do struktury zakładowej wrócono w 1985 r., w związku z czym w 1986 r. utworzył i objął kierownictwo Zakładu Analizy i Przetwarzania Sygnałów Akustycznych, pozostając na tym stanowisku do 2002 r., gdy przeszedł na emeryturę. W latach 1993–1996 był prorektorem ds. nauki Politechniki Wrocławskiej.
Autor lub współautor ponad 100 prac naukowych, promotor 10 doktorów. Podczas odbywanych stażów w Stanach Zjednoczonych wykładał w 1973 r. na Uniwersytecie Florydy w Gainesville, a w 1979 r. na Uniwersytecie Stanu Michigan w East Lansing, gdzie uczestniczył m.in. w opracowaniu ekspertyz fonoskopijnych związanych z porwaniem i zabójstwem premiera Włoch Aldo Moro.
Członek Komitetu Akustyki Polskiej Akademii Nauk, a także Wrocławskiego Towarzystwa Naukowego, International Society of Phonetic Sciences, Audio Engineering Society, European Acoustics Association oraz International Association for Forensic Phonetics and Acoustics. Był również honorowym członkiem Polskiego Towarzystwa Akustycznego oraz Polskiego Towarzystwa Fonetycznego.
Zmarł 6 lipca 2021 r.

## Odznaczenia i wyróżnienia
- Złoty Krzyż Zasługi[1]
- Krzyż Kawalerski Orderu Odrodzenia Polski[1]
- Krzyż Oficerski Orderu Odrodzenia Polski[1]
- Medal Komisji Edukacji Narodowej[1]
- Złota Odznaka Politechniki Wrocławskiej[1]
- nagroda Ministra Nauki, Szkolnictwa Wyższego i Techniki (trzykrotnie)[1]
- nagroda senatu Politechniki Wrocławskiej za działalność dydaktyczną[3]